# Grand Prix Formule 1 van België 2008

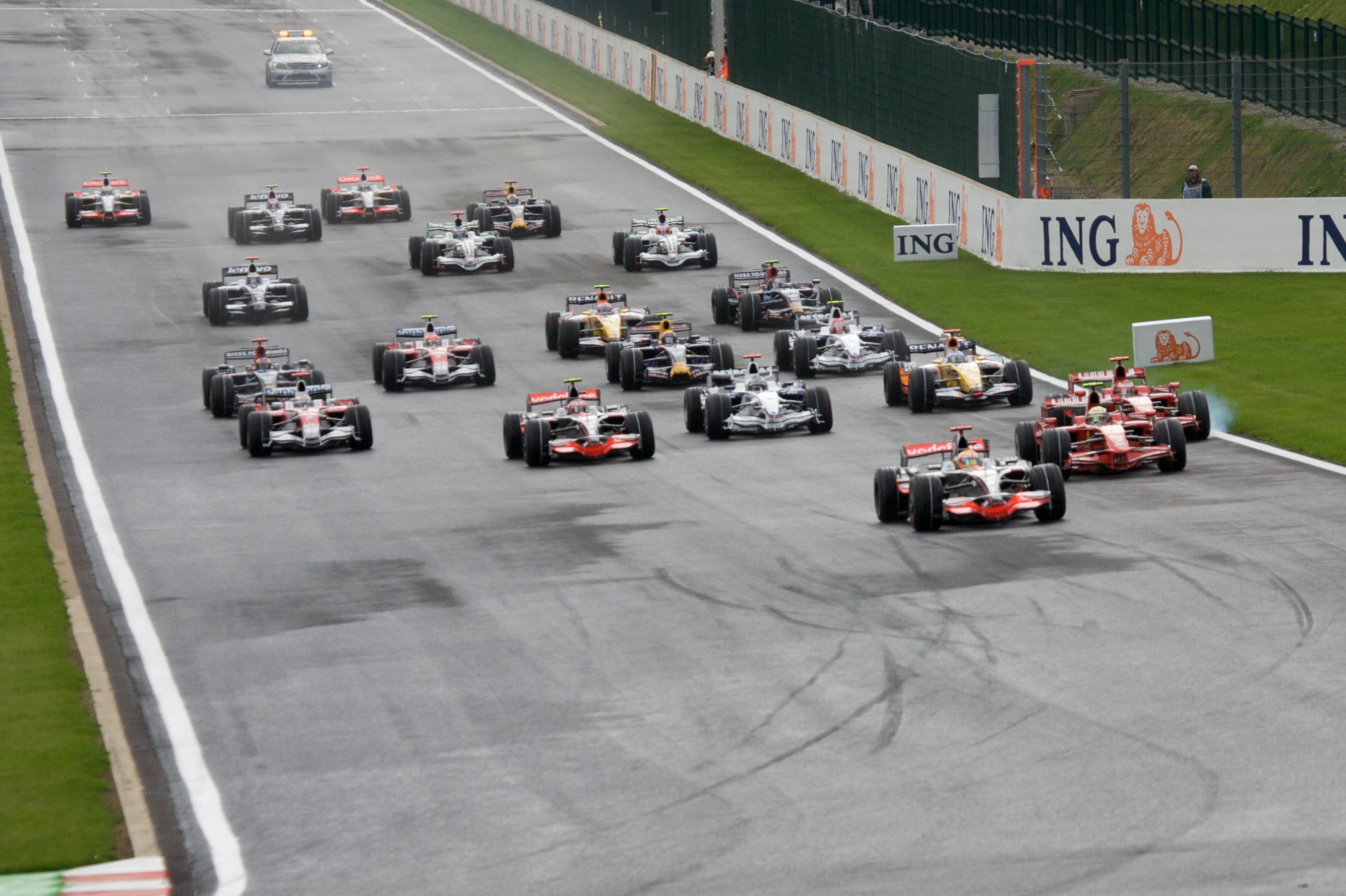
Start van de Grand Prix Formule 1 van België 2008

De Grand Prix Formule 1 van België 2008 werd gehouden van 5 tot 7 september 2008 op Circuit Spa-Francorchamps.

## Kwalificatie
| Pos. | Nr. | Coureur              | Constructeur        | Kwalificatietijden | Kwalificatietijden | Kwalificatietijden | Grid |
| Pos. | Nr. | Coureur              | Constructeur        | Q1                 | Q2                 | Q3                 | Grid |
| ---- | --- | -------------------- | ------------------- | ------------------ | ------------------ | ------------------ | ---- |
| 1    | 22  | Lewis Hamilton       | McLaren-Mercedes    | 1:46.887           | 1:46.088           | 1:47.338           | 1    |
| 2    | 2   | Felipe Massa         | Ferrari             | 1:46.873           | 1:46.391           | 1:47.678           | 2    |
| 3    | 23  | Heikki Kovalainen    | McLaren-Mercedes    | 1:46.812           | 1:46.037           | 1:47.815           | 3    |
| 4    | 1   | Kimi Räikkönen       | Ferrari             | 1:46.960           | 1:46.298           | 1:47.992           | 4    |
| 5    | 3   | Nick Heidfeld        | BMW Sauber          | 1:47.419           | 1:46.311           | 1:48.315           | 5    |
| 6    | 5   | Fernando Alonso      | Renault             | 1:47.154           | 1:46.491           | 1:48.504           | 6    |
| 7    | 10  | Mark Webber          | Red Bull-Renault    | 1:47.270           | 1:46.814           | 1:48.736           | 7    |
| 8    | 4   | Robert Kubica        | BMW Sauber          | 1:47.093           | 1:46.494           | 1:48.763           | 8    |
| 9    | 14  | Sébastien Bourdais   | Toro Rosso-Ferrari  | 1:46.777           | 1:46.544           | 1:48.951           | 9    |
| 10   | 15  | Sebastian Vettel     | Toro Rosso-Ferrari  | 1:47.152           | 1:46.804           | 1:50.319           | 10   |
| 11   | 11  | Jarno Trulli         | Toyota              | 1:47.400           | 1:46.949           |                    | 11   |
| 12   | 6   | Nelson Piquet jr.    | Renault             | 1:47.052           | 1:46.965           |                    | 12   |
| 13   | 12  | Timo Glock           | Toyota              | 1:47.359           | 1:46.995           |                    | 13   |
| 14   | 9   | David Coulthard      | Red Bull-Renault    | 1:47.132           | 1:47.018           |                    | 14   |
| 15   | 7   | Nico Rosberg         | Williams-Toyota     | 1:47.503           | 1:47.429           |                    | 15   |
| 16   | 17  | Rubens Barrichello   | Honda               | 1:48.153           |                    |                    | 16   |
| 17   | 16  | Jenson Button        | Honda               | 1:48.211           |                    |                    | 17   |
| 18   | 20  | Adrian Sutil         | Force India-Ferrari | 1:48.226           |                    |                    | 18   |
| 19   | 8   | Kazuki Nakajima      | Williams-Toyota     | 1:48.268           |                    |                    | 19   |
| 20   | 21  | Giancarlo Fisichella | Force India-Ferrari | 1:48.447           |                    |                    | 20   |

## Race
| Pos. | Nr. | Coureur              | Constructeur        | Rondes | Tijd / Oorzaak uitval | Grid | Punten |
| ---- | --- | -------------------- | ------------------- | ------ | --------------------- | ---- | ------ |
| 1    | 2   | Felipe Massa         | Ferrari             | 44     | 1:22:59.394           | 2    | 10     |
| 2    | 3   | Nick Heidfeld        | BMW Sauber          | 44     | +9.383                | 5    | 8      |
| 3    | 22  | Lewis Hamilton       | McLaren-Mercedes    | 44     | +10.539               | 1    | 6      |
| 4    | 5   | Fernando Alonso      | Renault             | 44     | +14.478               | 6    | 5      |
| 5    | 15  | Sebastian Vettel     | Toro Rosso-Ferrari  | 44     | +14.576               | 10   | 4      |
| 6    | 4   | Robert Kubica        | BMW Sauber          | 44     | +15.037               | 8    | 3      |
| 7    | 14  | Sébastien Bourdais   | Toro Rosso-Ferrari  | 44     | +16.735               | 9    | 2      |
| 8    | 10  | Mark Webber          | Red Bull-Renault    | 44     | +42.776               | 7    | 1      |
| 9    | 12  | Timo Glock           | Toyota              | 44     | +1:07.045             | 13   |        |
| 10   | 23  | Heikki Kovalainen    | McLaren-Mercedes    | 43     | Versnellingsbak       | 3    |        |
| 11   | 9   | David Coulthard      | Red Bull-Renault    | 43     | +1 Ronde              | 14   |        |
| 12   | 7   | Nico Rosberg         | Williams-Toyota     | 43     | +1 Ronde              | 15   |        |
| 13   | 20  | Adrian Sutil         | Force India-Ferrari | 43     | +1 Ronde              | 18   |        |
| 14   | 8   | Kazuki Nakajima      | Williams-Toyota     | 43     | +1 Ronde              | 19   |        |
| 15   | 16  | Jenson Button        | Honda               | 43     | +1 Ronde              | 17   |        |
| 16   | 11  | Jarno Trulli         | Toyota              | 43     | +1 Ronde              | 11   |        |
| 17   | 21  | Giancarlo Fisichella | Force India-Ferrari | 43     | +1 Ronde              | 20   |        |
| 18   | 1   | Kimi Räikkönen       | Ferrari             | 42     | Spin                  | 4    |        |
| DNF  | 17  | Rubens Barrichello   | Honda               | 19     | Versnellingsbak       | 16   |        |
| DNF  | 6   | Nelson Piquet jr.    | Renault             | 13     | Spin                  | 12   |        |

## Wetenswaardigheden
- Hamilton kwam als eerste over de finish, maar kreeg 25 seconden straftijd voor het afsnijden van een chicane, waardoor hij als derde geklasseerd werd.
- Glock kreeg 25 seconden straftijd voor het inhalen onder een gele vlag-situatie en verloor daarmee zijn achtste plaats en bijhorend WK-punt aan Mark Webber.

## Statistieken
| Snelste ronde | Kimi Räikkönen | Ferrari | 1:47.930 |

## Noot
- Dit was de honderdste Grand Prix-start voor Felipe Massa. Hiermee was Massa de 59ste coureur die minstens 100 Grands Prix had gereden.
- Tiende Grand Prix-winst en de 25ste podiumplaats voor Felipe Massa.

1925 · 1930 · 1931 · 1933 · 1934 · 1935 · 1937 · 1939 · 1947 · 1949 · 1950 · 1951 · 1952 · 1953 · 1954 · 1955 · 1956 · 1958 · 1960 · 1961 · 1962 · 1963 · 1964 · 1965 · 1966 · 1967 · 1968 · 1970 · 1972 · 1973 · 1974 · 1975 · 1976 · 1977 · 1978 · 1979 · 1980 · 1981 · 1982 · 1983 · 1984 · 1985 · 1986 · 1987 · 1988 · 1989 · 1990 · 1991 · 1992 · 1993 · 1994 · 1995 · 1996 · 1997 · 1998 · 1999 · 2000 · 2001 · 2002 · 2004 · 2005 · 2007 · 2008 · 2009 · 2010 · 2011 · 2012 · 2013 · 2014 · 2015 · 2016 · 2017 · 2018 · 2019 · 2020 · 2021 · 2022 · 2023 · 2024 · 2025 · 2026 · 2027 · 2029 · 2031